# Сорокин, Леонид Анатольевич
Леонид Анатольевич Сорокин (род. 29 августа 1948 года, Мурманск) — советский и украинский звукорежиссёр, телеведущий, Заслуженный работник культуры Украины.

## Биография
Окончил Полтавское музыкальное училище им. Н. Лысенко по специальности дирижёр-хормейстер. Первоначально трудился зав. электроцехом в областном театре кукол. С 1966 года почти тридцать лет работал звукорежиссёром Полтавского областного радио. Записал музыку к большому количеству театральных постановок, почти к 60-ти кинофильмам и мультфильмам, среди которых „Д’Артаньян и три мушкетёра“, „Ах, водевиль, водевиль…“, „Карнавал“, „Куда он денется!“, „Трест, который лопнул“, „Зелёный фургон“, „Каникулы Петрова и Васечкина, обыкновенные и невероятные“ и многие другие. Интересен тот факт, что именно Леонид Сорокин благодаря своим связям на Полтавском областном радио сумел организовать запись всей музыки для киноэпопеи Георгия Юнгвальд-Хилькевича „Д’Артаньян и три мушкетёра“, поскольку композитор Максим Дунаевский отказался работать с Государственным оркестром кинематографии в Москве и принял решение записываться для этой картины с ансамблем „Фестиваль“ в Полтаве. При записи музыки в те времена Сорокину одному из первых звукорежиссёров в стране удалось «разделить» звучание разных инструментов. Это потом появились многоканальные магнитофоны, записывающие каждый инструмент на свою дорожку. А Леонид работал с двумя обычными «моно». Сначала по очереди записывал бас-гитары, рояль, барабаны, а потом «вживую» в запись «подмешивались» струнные, духовые инструменты, вокал, ударные...
Как звукорежиссёр Леонид Сорокин записывал песни в исполнении Иосифа Кобзона, Аллы Пугачёвой, Софии Ротару, Владимира Высоцкого, Николая Караченцова, Михаила Боярского, Павла Смеяна, Валерия Леонтьева, Льва Лещенко, Ирины Понаровской, Людмилы Сенчиной, Николая Гнатюка, Виталия Билоножко, Николая Мозгового, Раисы Кириченко, Николая Свидюка, Александра Василенко, Валерия Соколика, Александра Тищенко, Виктора Шпортько и других артистов. С помощью Сорокина в начале 1980-х годов сумел выпустить свои первые песни Вадим Казаченко (тогда певец выступал в составе коллектива «Угол зрения»).
В течение нескольких лет Леонид Анатольевич постоянно сотрудничал с ансамблем „Фестиваль“, группами „Фристайл“, „Краяны“, „Червона рута“, „Архив ресторанной музыки“, Черемош», «Смерічка», композиторами Максимом Дунаевским, Владимиром Быстряковым, Геннадием Татарченко, Татьяной Островской, Дмитрием Даниным, Алексеем Чухраем. Принимал участие в создании и становлении радио «Довіра», ставшего очень популярным. Затем попробовал свои силы и в телевизионном деле, был главным редактором на телеканале «Юта», вёл авторскую программу на радио и ТВ «Леонид Сорокин представляет…».
В настоящее время живёт в Полтаве, работает звукорежиссёром в домашней студии звукозаписи.

## Оценки современников
Максим Дунаевский о многолетнем сотрудничестве с Леонидом Сорокиным:
Леонид Сорокин — это настоящий виртуоз своего дела... И я думаю, что если бы Лёня Сорокин отважился на переезд в Москву, то мы с ним очень хорошо бы трудились вместе до сих пор. Я ведь с Лёней сделал огромное количество работ. Как звукорежиссёр он просто творил чудеса. Мы в студии Полтавского радио писали всё последовательно, писали так, как будто у нас была многоканальная аппаратура. Никто бы на «Мосфильме», например, тогда такую работу делать не стал. Они бы посадили всех музыкантов и писали бы «крупным помолом», всё вместе. А мы писали каждый звук отдельно: отдельно барабаны, отдельно бас, всё отдельно. И нужно было всё рассчитать так, чтобы первая запись при наложении «не ушла». Конечно, до нас всё это доходило опытным путём, путём экспериментов. Иногда приходилось абсолютно всё переписывать заново. Это была тяжёлая работа, но мы добивались того звука, который нам был нужен. До нас с такой тщательностью никто не работал.
Дмитрий Данин о работе с Леонидом Сорокиным на фильме «Д’Артаньян и три мушкетёра»:
Для такого важного дела наш «кабацкий ансамбль» и «Краяны» объединились. А записать в Полтаве музыку возможно было лишь в студии областного радио и только по ночам, так как в дневное время из этой студии рапортовали в эфир директора колхозов о своих успехах... Обычная студия радиокомитета с роялем в её центре, дряхлые бобинные магнитофоны в аппаратной, венгерский пульт... и талантливейший звукорежиссёр Лёня Сорокин, который просто сотворил чудо!

## Семья
- Жена — Людмила Сорокина —экономист- бухгалтер
- Двое сыновей — Денис и Антон Сорокины[13]

## Избранная фильмография

### Звукорежиссёр
- 1978 — «Д’Артаньян и три мушкетёра»
- 1979 — «Летучий корабль»
- 1979 — «Ах, водевиль, водевиль…»
- 1979 — «Ипподром»
- 1980 — «Пиф-паф, ой-ой-ой!» (мультфильм)
- 1980 — «Кодовое название «Южный гром»
- 1981 — „Долгий путь в лабиринте“
- 1981 — „Карнавал“
- 1981 — „Куда он денется!“
- 1981 — „Семь счастливых нот“
- 1981 — „Проданный смех“
- 1982 — „Улыбки Нечипоровки“
- 1982 — „Трест, который лопнул“
- 1983 — „Зелёный фургон“
- 1983 — „Последний довод королей“
- 1983 — „Вечера на хуторе близ Диканьки“
- 1984 — „Каникулы Петрова и Васечкина, обыкновенные и невероятные“
- 1985 — „Снег в июле“
- 1988 — „Остров сокровищ“ (мультфильм)
- 1991 — „Энеида“
- 2013 — „Притча о художнике“ (мультфильм)
- 2014 — „Земля, що торкається неба (Мгарський монастир)“ (документальний)
- 2014 — „Шляхами Сковороди“ (документальний)
- 2015 — „Тут колись була церква“ (документальный)
- 2015 — „Філософія Антонця“ (документальный)
- 2016 — „Благодать під соснами“ (документальный)
- 2018 — „Фестиваль“ — Мерси Боку!» (документальный)
- 2019 — «100 лет революции» (документальный)
- 2019 — «Земля Гоголя» (документальный)
- 2019 — «Берегиня драгоманівського роду» (документальний)
- 2020 — «Осінній заспів Катюш» (документальный)
- 2020 — «Скарб» (документальный)

## Театр

### Звукорежиссёр
Аудиокниги:
- Аудиокнига для детей «Стежками Флоренії, або випадок на Ульчиній галявині»
- Гарина Тамара - вірші -  "Перед лицом жизни или 5 минут до океана"
- Голуб Василь - "В степу безкраїм за Уралом" - поезії Тараса Шевченка
- Вайнгорт Лев - Записки провинциального архитектора
- Олена Кашперська ПАМ'ЯТІ ВІТАЛІЯ КАШПЕРСЬКОГО «ЩАСТЯ МЕНІ ДАЛИ СІМ’Я І ТЕАТР…»

Полтавский театр им. Гоголя
"Тема с вариациями" - реж Виталий Кашперский - 1982 г.
- «Енеїда» (реж. Борис Прокопович), пьєса Василя Котляра, музика Олександра Білаша
- «Чиста криниця» — (реж. Віталій Кашперський), пьеса Василя Котляра, музика Олександра Білаша
- "Белая ворона" - (реж. Роман Валько), рок опера Геннадия Татарченко и Юрия Рыбчинского
- «Зойчина квартира» — (реж. Роман Валько), музика Геннадія Татарченка
- «Золота рибка» (реж. Сергей Козырь), п"єса Віктора Чубенка
- «Шинель» (реж. Богдан Чернявский)
- "Наполеон та Жозефіна" (реж. Богдан Чернявський)
- Otvetka - афіша.jpg (реж. Богдан Чернявський)
- "Емігранти" ( реж Богдан Чернявський)

Московский театр им. Гоголя
- «Джельсомино»

Театр «Арлекин» (Кременчуг)
- «Ромео и Жасмин» — (реж. Тетяна Широка)
- «Прощай Яр» — (реж. Тетяна Широка)
- "Маленький принц"! - афиша.pdf

Киевский Гастрольный театр:
"SEX по Закону" (реж. Богдан Чернявский)